# 천주교 춘천교구
천주교 춘천교구(天主敎 春川敎區，라틴어: Dioecesis Chuncheonensis)는 대한민국의 로마 가톨릭교회 교구이다. 대한민국 강원특별자치도의 북부 지역과 강원도와 인접한 경기도의 포천시, 그리고 과거 강원도였던 경기도 가평군 전 지역을 관장하는 지역교회이며, 대한민국의 강원도 지역도 함께 관장한다. 1939년 경성대목구에서 강원도 지역을 관장하는 지목구로 분리 설정되었다. 1955년 대목구로 승격이 되었으며 1962년 정식교구로 승격되었다. 초대교구장은 구토마주교이며 1965년 강원도 남부지역이 원주교구로 분리되었다.

## 연혁
- 1939년 4월 25일 포교성성, 경성대목구에서 춘천지목구를 분리 설정 (광주지목구 감목대리 오윈 맥폴린 신부가 초대지목구장 겸임)
- 1940년 12월 8일 퀸란 신부(구인란 토마스 몬시뇰)를 2대 지목구장으로 임명
- 1942년 사도좌에서 서울대목구장 노기남(바오로)주교를 춘천지목구장 서리로 겸직 임명
- 1948년 6월 묵호 본당 설립
- 1948년 9월 홍천군의 물굽이 본당(현 양덕원) 설립
- 1949년 1월 춘천시의 소양로 본당 설립
- 1949년 8월 15일 속초 본당(현 동명동 본당) 설립
- 1949년 10월 7일 가평군의 청평 본당 설립
- 1954년 6월 26일 인제 본당 설립
- 1955년 9월 20일 춘천지목구에서 춘천대목구로 승격
- 1955년 11월 23일 교구장 구토마 신부 주교 서품(명동 성당)
- 1956년 철원 본당 설립
- 1958년 8월 14일 고성군의 간성 본당 설립
- 1958년 9월 1일 가평 본당 설립
- 1959년 9월 1일 철원군의 김화 본당 설립
- 1962년 3월 10일 교황 요한 23세, 한국 교계제도 설정, 춘천교구를 비롯한 각 교구가 정식 교구로 설정
- 1962년 7월 26일 퀸란 주교 춘천 교구장 착좌 (죽림동 주교좌 성당)
- 1965년 2월 22일 춘천교구에서 원주교구를 분리ㆍ설정[1]
- 1965년 3월 15일 화천 본당 설립
- 1965년 9월 26일 춘천시의 운교동 본당 설립
- 1966년 5월 11일 스튜어트 신부(박 토마스), 두 번째 주교 서품 및 5대 교구장 착좌
- 1966년 12월 29일 양구 본당 설립
- 1967년 1월 1일 속초시의 교동 본당 설립
- 1967년 9월 3일 주문진 본당, 프란치스코회에서 맡아 수도회 사목
- 1968년 5월 28일 홍천군의 서석 본당 설립
- 1968년 9월 29일 평창군의 진부 본당 설립
- 1969년 5월 1일 교구의 관할 구역 조정(풍수원 본당, 횡성본당, 평창 본당이 원주교구 소속으로 되고, 포천군과 가평군이 춘천교구 관할구역으로 되어 포천 본당, 청평 본당, 가평 본당이 춘천교구에 소속됨)
- 1969년 11월 20일 춘천시의 효자동 본당 설립
- 1970년 11월 25일 포천군의 운천 본당 설립
- 1971년 11월 17일 포천군의 일동 본당 설립
- 1974년 11월 1일 강릉시의 옥천동 본당 설립
- 1976년 8월 20일 홍천군의 성산 본당 설립
- 1976년 9월 1일 고성군의 거진 본당 설립
- 1980년 7월 3일 춘천시의 후평동 본당 설립
- 1984년 4월 9일 속초시의 설악동 본당 설립
- 1987년 10월 20일 강릉시의 노암동 본당 설립
- 1988년 8월 17일 가평군의 현리 본당 설립
- 1990년 11월 인제군의 신남 본당 설립
- 1991년 8월 15일 포천군의 송우리 본당 설립
- 1991년 8월 16일 철원군의 갈말 본당 설립
- 1991년 11월 1일 속초시 청호동 본당 설립
- 1994년 5월 29일 강릉시의 옥계 본당 설립
- 1994년 6월 1일 인제군의 기린 본당 설립
- 1994년 6월 1일 인제군의 원통 본당 설립
- 1994년 11월 20일 교황 요한 바오로 2세, 장익(십자가 요한)신부를 춘천교구장으로 임명
- 1994년 12월 14일 장익(십자가 요한) 주교 서품 및 6대 교구장 착좌 (죽림동 주교좌 성당)
- 1996년 1월 4일 강릉시의 초당 본당 설립
- 1996년 8월 16일 평창군의 횡계 본당 설립
- 1997년 9월 1일 춘천시의 강촌 본당 설립
- 1998년 2월 15일 홍천군의 내면 본당 설립
- 1998년 9월 1일 춘천시의 애막골 본당 설립 퇴계 본당 설립
- 1999년 9월 1일 춘천시의 우두 본당 설립 홍천군의 연봉 본당 설립
- 2004년 3월 1일 강릉시의 솔올 본당 설립
- 2010년 1월 28일 교황 베네딕토 16세, 김운회 (루카) 서울대교구 보좌주교를 춘천교구장으로 임명
- 2010년 3월 25일 제 7대 춘천교구장 김운회 주교 착좌
- 2010년 8월 20일 춘천, 오음리, 양구 간 배후령 터널이 개통됨에 따라 양구본당이 춘천으로 이전

## 관할구역
- 강원특별자치도 춘천시, 강릉시, 속초시, 동해시 북부(구 명주군 묵호읍 지역), 철원군, 화천군, 홍천군, 양양군, 고성군, 인제군, 양구군, 평창군 북부(봉평면, 용평면, 대관령면, 진부면)
- 휴전선 이북의 강원도 북한지역 대부분(이천군, 판교군, 세포군, 평강군, 김화군, 창도군, 통천군, 고성군, 철원군, 회양군, 금강군) 단, 원래 강원도가 아닌 북강원도는 천주교 덕원자치수도원구 관할이다.
- 경기도 가평군, 포천시

## 관할 지구 및 본당
- 춘천지구[강원 춘천시 북부, 화천군, 양구군] : 해안, 양구, 화천, 샘밭, 우두, 만천, 후평동, 효자동, 운교동, 소양로, 죽림동(주교좌)
- 남춘천지구[강원 춘천시 남부, 경기 가평군] : 미원, 현리, 청평, 가평, 강촌, 거두리, 스무숲, 퇴계, 애막골
- 중부지구[강원 인제군, 홍천군] : 내면, 원통, 기린, 신남, 인제, 성산, 서석, 양덕원, 연봉, 홍천
- 서부지구[경기 포천시, 강원 철원군] : 내촌, 갈말, 김화, 철원, 가산, 솔모루, 일동, 이동, 운천, 포천
- 영동지구[강원 강릉시, 평창군 북부, 동해시 북부] : 봉평, 입암, 솔올, 대관령, 진부, 묵호, 옥계, 주문진, 초당, 노암동, 옥천동, 임당동
- 영북지구[강원 속초시, 고성군, 양양군] : 물치, 대진, 양양, 거진, 간성, 청호동, 설악동, 동명동, 교동
- 준본당 : 꽃동네(남춘천지구 관할)

## 역대교구장
- 1대 오원 맥폴린 신부(골) 초대 지목구장 (1939년 ~ 1940년 12월)
- 2대 구 토마스 신부(골) 2대 지목구장 (1940년 ~ 1941년 12월)
- 3대 노기남(바오로) 주교 지목구장 서리 (1942년 1월 ~ 1945년 8월)
- 4대 구 토마스 주교(골) 3대 지목구장, 초대 대목구장, 초대 교구장 (1945년 ~ 1966년 2월)
- 5대 박 토마스 주교(골) 2대 교구장 (1966년 2월 ~ 1994년 5월)
- 6대 장익(십자가의 요한) 주교 3대 교구장 (1994년 11월11일 ~ 2010년 1월 28일)
- 7대 김운회(루카) 주교 4대 교구장 (2010년 1월 28일 ~ 2020년 11월 21일)
- 8대 김주영(시몬) 주교 5대 교구장 (2020년 11월 21일 ~ 현재)

## 의료 기관
- 갈바리의원 (강릉) [마리아의 작은 자매회]
- 모현센터의원 (포천) [마리아의 작은 자매회]
- 노체리안드리자애병원 (가평) [가평 꽃동네]